# Izumi Shigechiyo
Izumi Shigechiyo (jap. 泉 重千代; * im 19. Jahrhundert in Isen; † 21. Februar 1986 ebenda) galt beim Guinness-Buch der Rekorde bis 2011 als ältester Mann.

## Leben
Izumi kam angeblich 1865 im heutigen Isen auf der Insel Tokunoshima, die zu den Ryūkyū-Inseln gehört, zur Welt. Er verdiente sich sein Geld als Antreiber von Zugtieren einer Zuckerfabrik. Später wurde er Zuckerrohrfarmer und setzte sich 1970 zur Ruhe. Er soll mit 70 Jahren angefangen haben zu rauchen und trank sehr gern Shōchū. Er führte sein langes Leben nach dem Motto „Früh aufstehen und einen Getreideschnaps vor dem Einschlafen“. Seine Frau starb im Alter von 90 Jahren, er selbst am 21. Februar 1986 – man glaubte im Alter von 120 Jahren und 237 Tagen – an einer leichten Lungenentzündung.
Izumi wurde 1978 vom Guinness-Buch der Rekorde anerkannt, nachdem sich bisher geglaubte Menschenalter wie die angeblichen 137 Jahre des Amerikaners Charlie Smith als falsch herausgestellt hatten. Bereits kurz nach seinem Tod gab es erste Zweifel japanischer Wissenschaftler an seinem Alter, die ihn für 105 Jahre hielten. Das angebliche Geburtsdatum liegt vor Einführung der japanischen Koseki-Registratur; Urkunden aus seiner Jugendzeit existieren nicht. Man nimmt an, dass er an die Stelle eines im Kindesalter verstorbenen älteren Bruders im Familienregister eingetragen wurde. Diese Praxis des Ersetzens im Familienregister soll in seiner Heimatregion im heutigen Süden Japans (damals Königreich Ryūkyū) üblich gewesen sein. Seit 2011 führt das Guinness-Buch der Rekorde Izumi deshalb nicht mehr als ältesten Mann.